# إضراب سجناء كاليفورنيا عن الطعام 2013

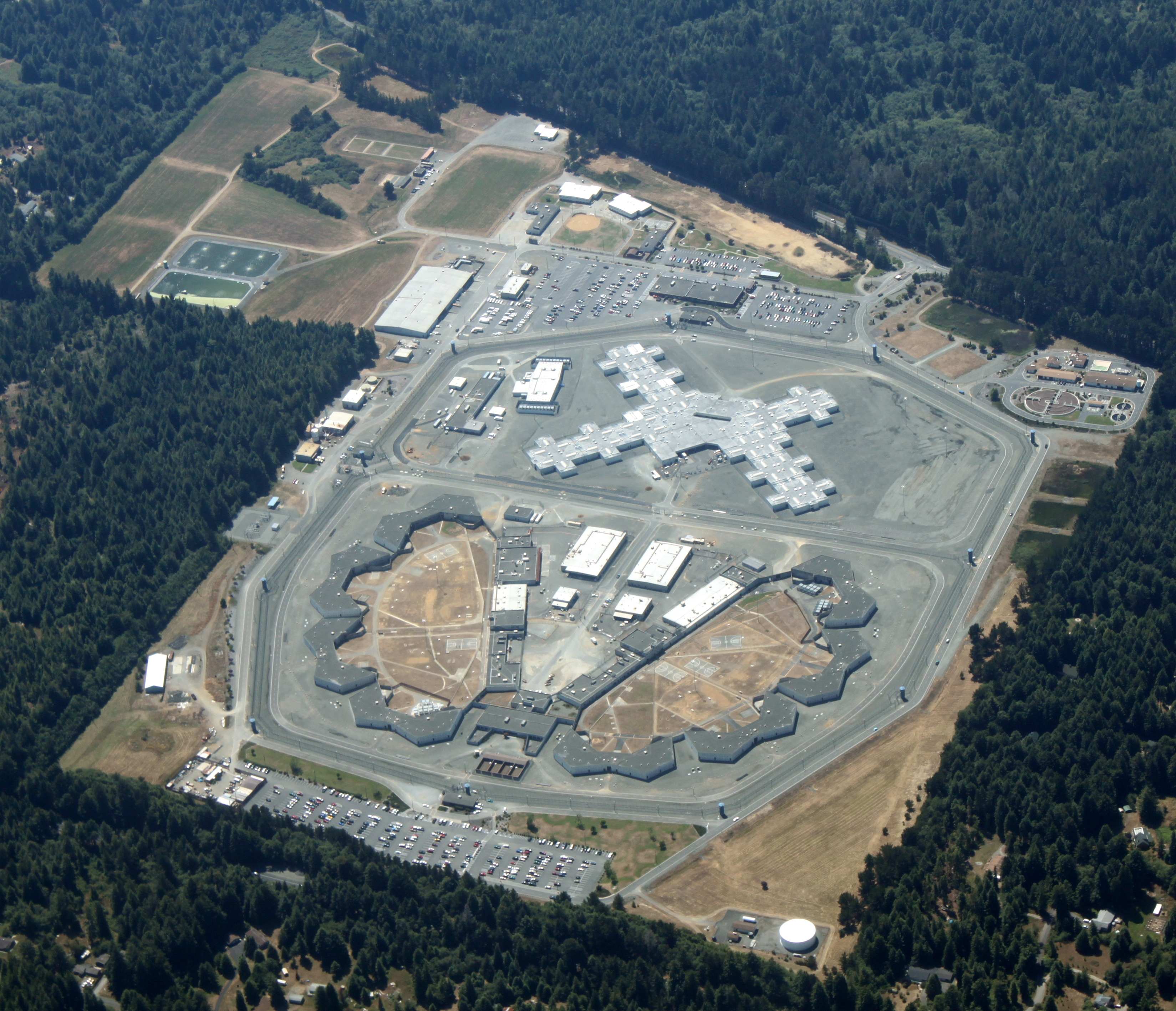
منظر جوي لخليج البجع

بدأ إضراب سجناء كاليفورنيا عن الطعام لعام 2013 في 8 يوليو 2013 وشارك فيه أكثر من 29000 سجين احتجاجًا على استخدام الولاية لممارسات الحبس الانفرادي وانتهى في 5 سبتمبر 2013. ونظم الإضراب عن الطعام السجناء في الحبس الانفرادي لفترات طويلة في وحدة الإسكان الأمني.  (SHU) في سجن بيليكان باي ستيت احتجاجًا على السجناء الموجودين هناك الذين كانوا في الحبس الانفرادي إلى أجل غير مسمى لصلاتهم بالعصابات.  بدأ إضراب آخر عن الطعام أضاف إلى الحراك الأسبوع السابق في سجن ولاية الصحراء الكبرى.  كان تركيز الإضراب عن الطعام في سجن ولاية الصحراء الكبرى هو المطالبة بمرافق أنظف وطعام أفضل ووصول أفضل إلى المكتبة.
بسبب الإضراب عن الطعام لمدة شهرين، وافق المشرعون على عقد جلسات استماع عامة حول الظروف داخل سجون كاليفورنيا ذات الإجراءات الأمنية المشددة حيث تم تنفيذ هذا الحبس الانفرادي المطول.  بعد هذا الإعلان، وبعد أسبوع في 4 سبتمبر 2013، كان هناك 100 نزيل في سجنين مضربين عن الطعام.  كان 40 منهم مضربين عن الطعام بشكل مستمر منذ 8 يوليو / تموز. واستأنف جميع المضربين عن الطعام الباقين تناول الطعام في 5 سبتمبر / أيلول 2013، في ضوء وعد المشرع.

## مخاوف منظمة حقوق الإنسان والحبس الانفرادي
إن مخاوف منظمات الصحة وحقوق الإنسان المحيطة باستخدام كاليفورنيا للحبس الانفرادي ليست ظاهرة جديدة.  كانت الأسئلة المتعلقة بالصحة العقلية والجسدية للسجناء المحتجزين في الحبس الانفرادي سائدة منذ أن بدأت الممارسة في أوائل القرن التاسع عشر.  الحبس الانفرادي في سجون الولايات المتحدة هو ممارسة لاحتجاز السجناء في زنزانة واحدة لمدة تتراوح بين 22 و 24 ساعة في اليوم.  يتم احتواء غالبية السجناء المحبوسين في الحبس الانفرادي في كاليفورنيا في زنازين خرسانية بلا نوافذ بمساحة 11 قدمًا في 7 أقدام.  تحتوي هذه الزنازين عمومًا على مرحاض ودش وفتحة في الباب كبيرة بما يكفي لصينية طعام وسرير.  افتتحت كاليفورنيا سجني Corona و Pelican Bay State في أواخر الثمانينيات، وكانا من أول وأكبر سجون المشددة الحراسة تم تشييدها.  في قضية مدريد ضد جوميز في عام 1995، قررت المحكمة الجزئية الأمريكية لشمال كاليفورنيا أن عددًا كبيرًا من السجناء المحتجزين في الحبس الانفرادي داخل سجن خليج بيليكان يعانون من مشاكل في الصحة العقلية.  يسمح قانون ولاية كاليفورنيا لأي سجين أن يوضع في الحبس الانفرادي لفترة غير محددة من الوقت، طالما أنه يشتبه في أنه نشط داخل عصابة.  لا يمكن مراجعة الإفراج عن السجناء من وحدة المخابرات والأمن إلا كل ست سنوات.  في مدريد، قررت المحكمة أن سجن خليج بيليكان فشل في توفير الرعاية العقلية والبدنية الكافية للسجناء، وأن Pelican Bay SHU كان في حالة «أزمة صحية عقلية».  سلطت قضية مدريد الضوء أيضًا على العنف والعقوبة القاسية وغير العادية التي كان الحراس ينفذونها ضد النزلاء داخل زنزانات الحبس الانفرادي في السجن، بما في ذلك أعمال مثل حبس النزلاء في أقفاص في الخارج أثناء الطقس السيئ.  أعلنت المحكمة العليا في عام 2011 أن سجون كاليفورنيا كانت مكتظة لدرجة أنها تعتبر عقوبة قاسية وغير عادية، مما يمثل انتهاكًا فعليًا للتعديل الثامن.  وصف الرأي المؤيد لهذا القرار التاريخي والحزبين أن نظام السجون في كاليفورنيا فشل في تلبية الحد الأدنى من المتطلبات اللازمة للصحة العقلية والبدنية للسجناء.  بعد مرور عام على قرار المحكمة العليا في عام 2011، كان لا يزال في كاليفورنيا أكثر من 10000 سجين محبوسين في الحبس الانفرادي، مع وجود 1557 سجينًا في الحبس الانفرادي لمدة 10 سنوات على الأقل.  ولا يُعتقد أن أي ولاية بخلاف كاليفورنيا احتجزت مثل هذه الأعداد الكبيرة من السجناء في الحبس الانفرادي لمثل هذه الفترة الطويلة من الزمن.  وجدت منظمة حقوق الانسان، وهي منظمة مستقلة تركز على حقوق الإنسان، أن الاستخدام المطول للحبس الانفرادي يتعارض مع احترام إنسانية السجناء.  أعربت منظمة العفو الدولية، وهي منظمة غير حكومية عالمية لحقوق الإنسان، عن دعمها لمخاوف المضربين عن الطعام، كما قالت إن ولاية كاليفورنيا لا تفي بالقانون الدولي والمعايير اللازمة للمعاملة الإنسانية بسبب استخدام كاليفورنيا للحبس الانفرادي.